# Palestina (regio)

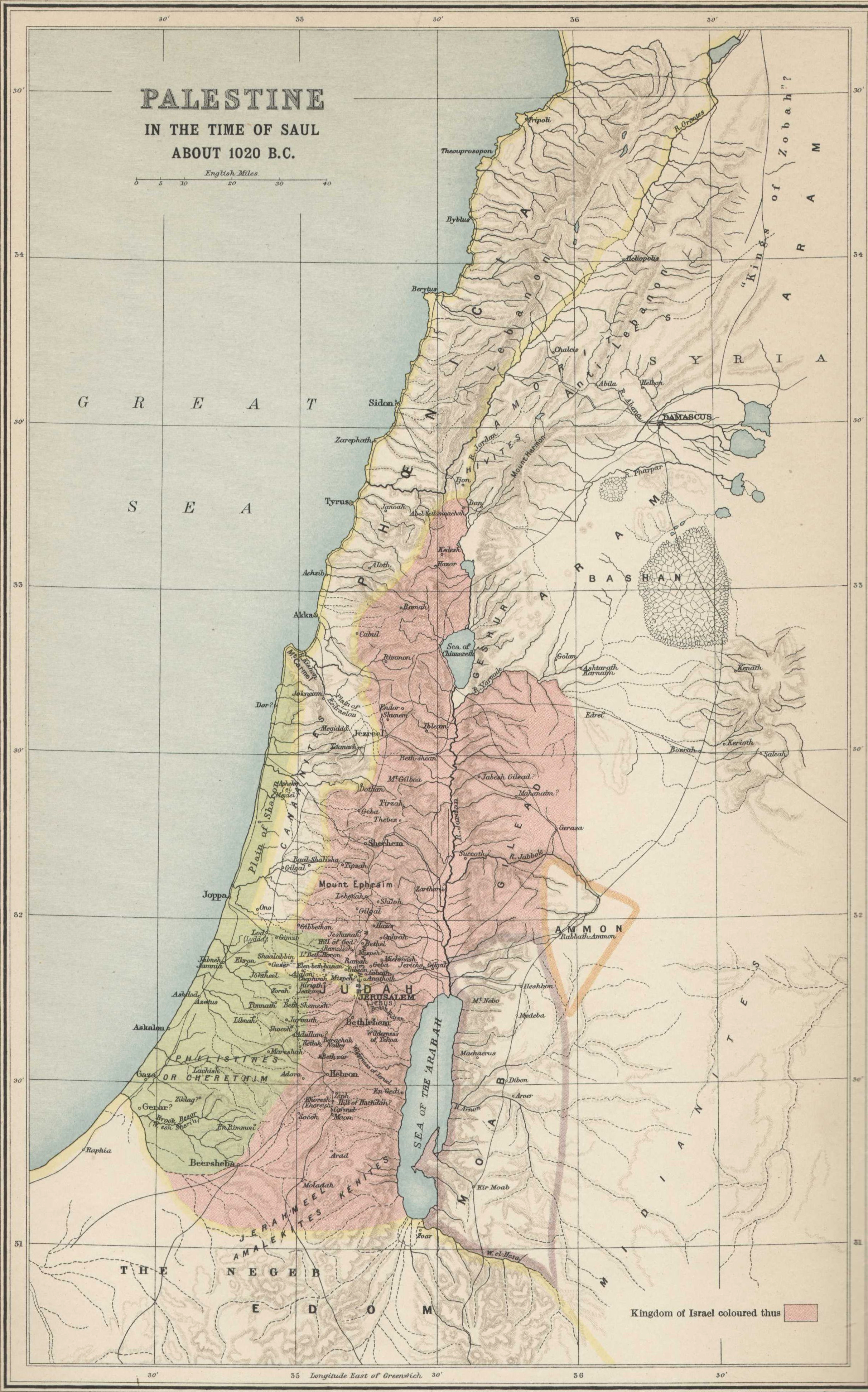
Palestina 1020 v.Chr. Atlas van de historische geografie van het Heilige Land volgens George Adam Smith, 1915

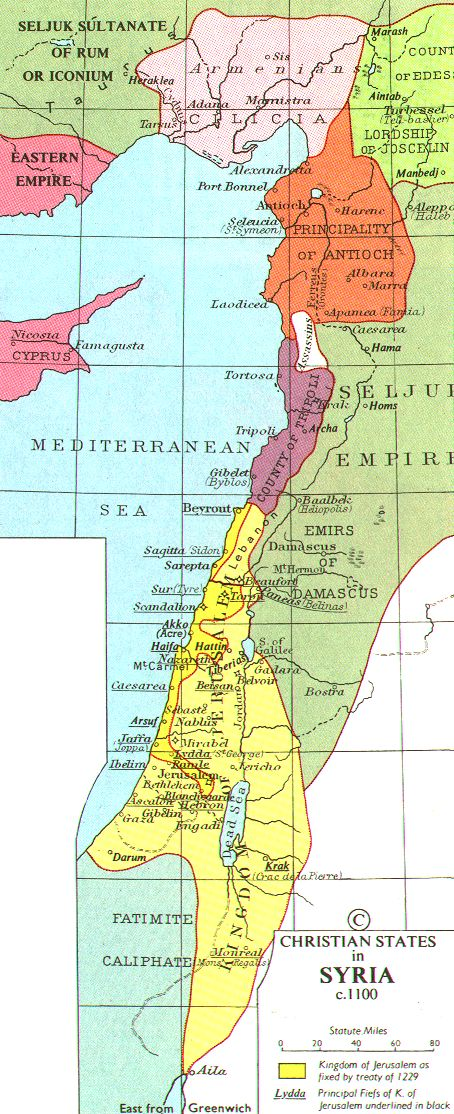
Kruisvaardersstaten, ca.1100

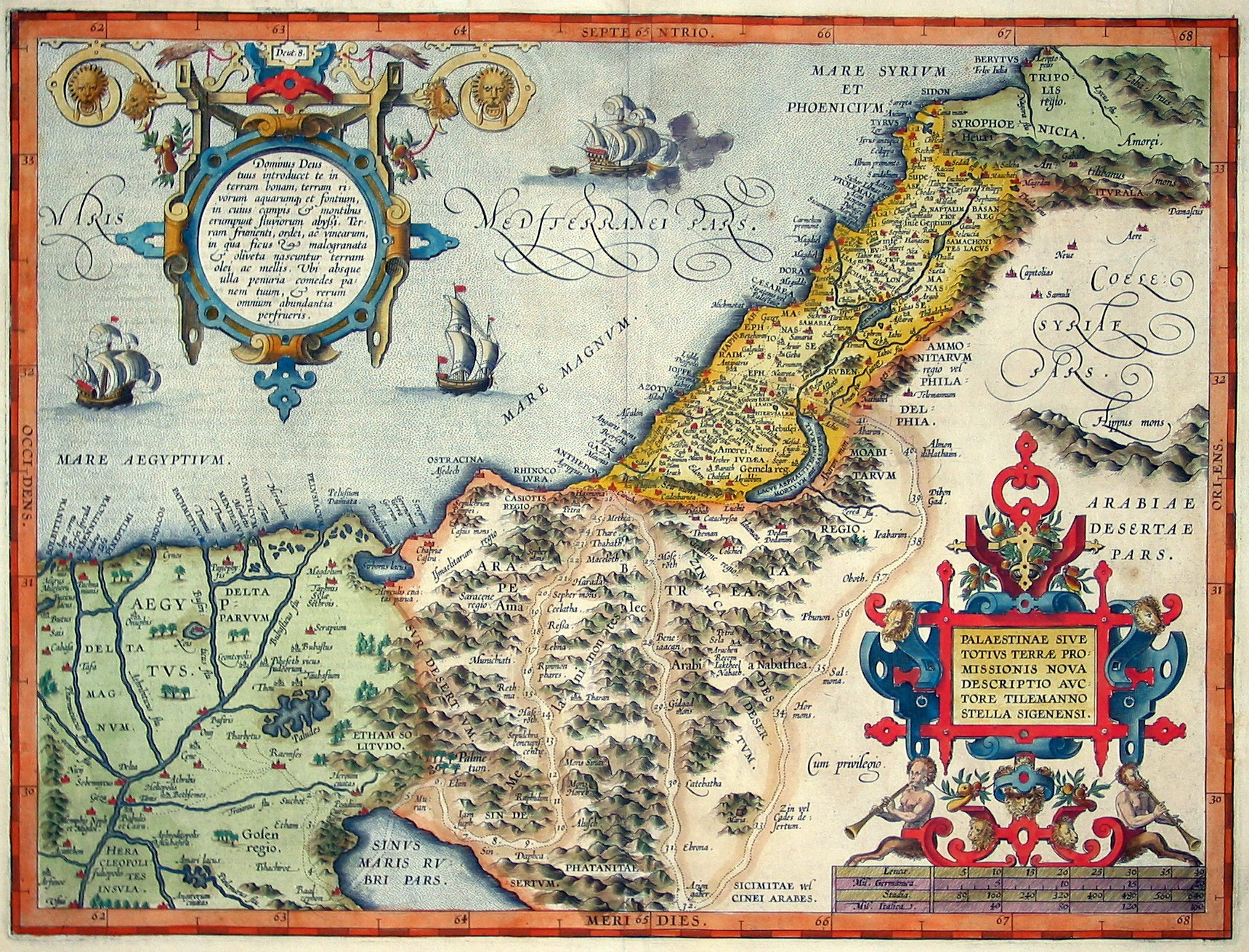
Palestina (geel) in de 16e eeuw

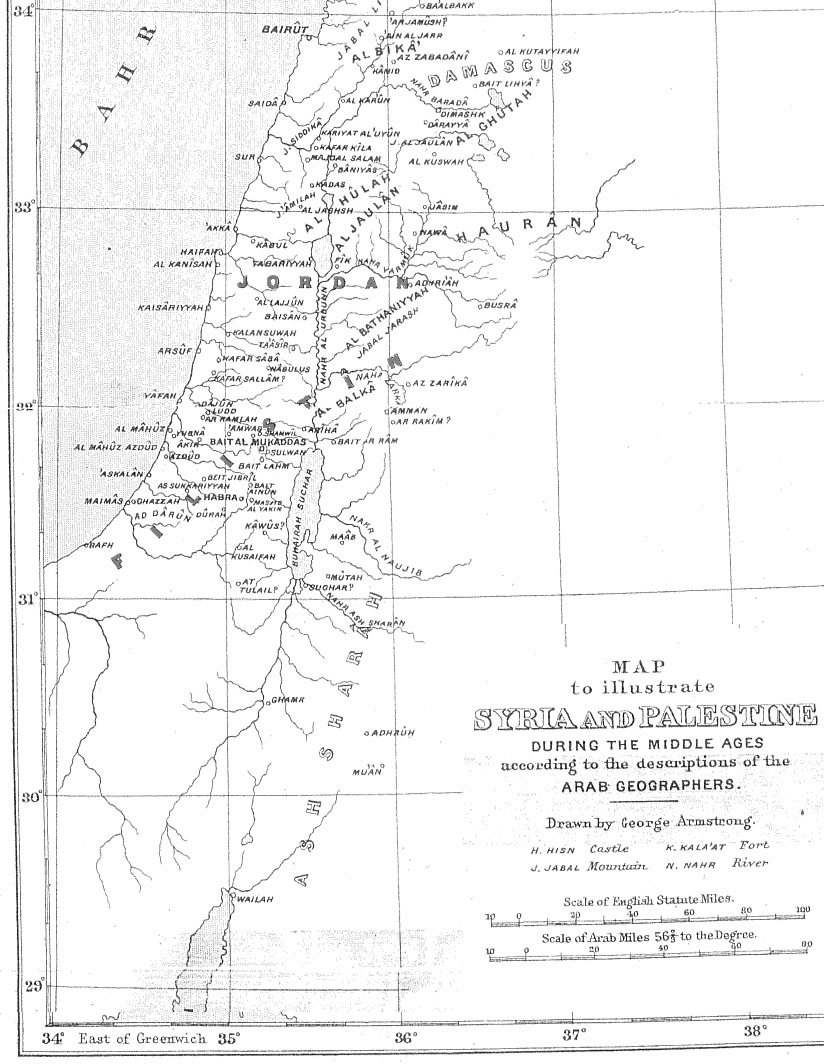
Een oude kaart uit 1896 toont de middeleeuwse Arabische provincies in het gebied. Hier is te zien dat 'Filistin' en 'Jordan' zich aan beide zijden van de Jordaan uitstrekken.

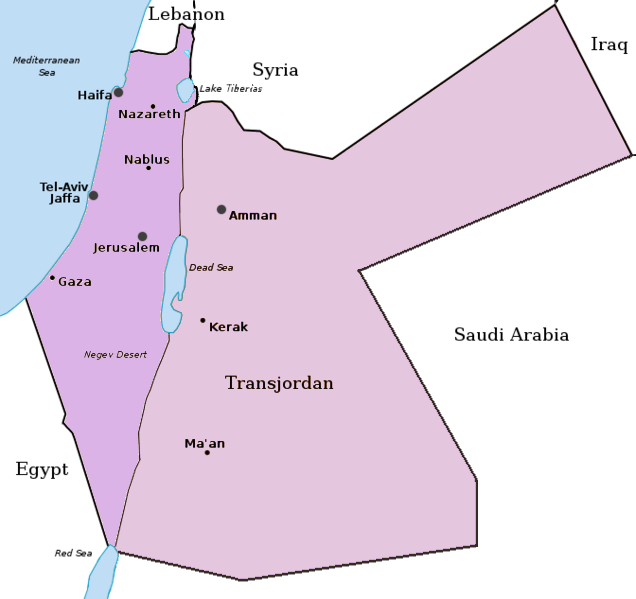
Palestina en Transjordanië
Het Brits mandaatgebied Palestina omvatte tevens Transjordanië. In 1923 kreeg Transjordanië beperkte autonomie binnen het Britse mandaat en werd afzonderlijk bestuurd. Het resterende deel werd bekend als Palestina.

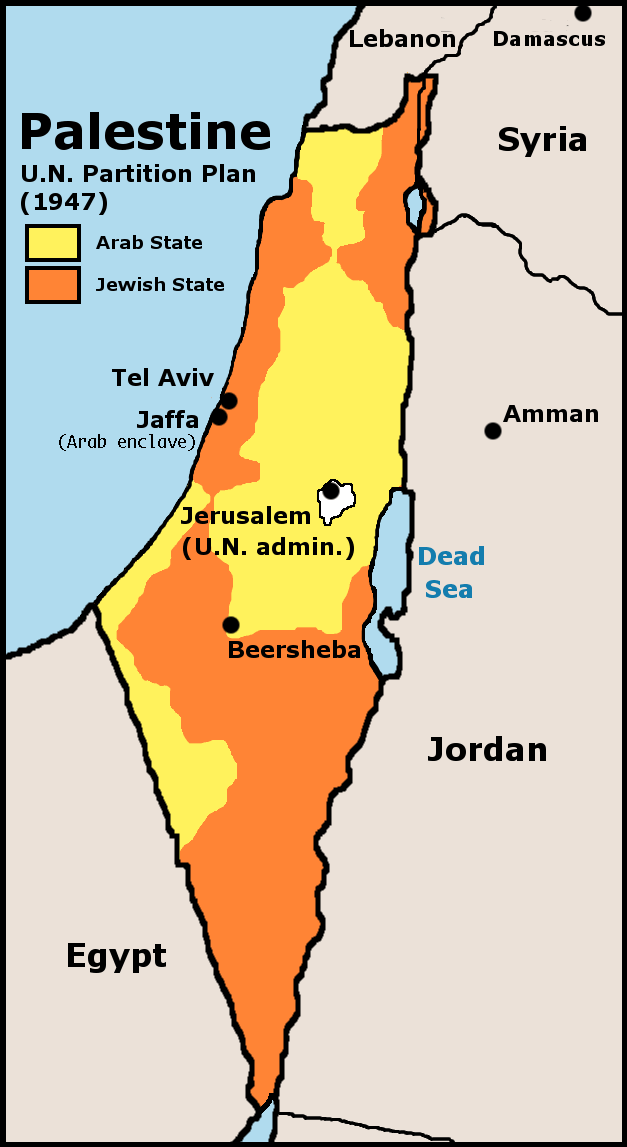
Verdelingsplan van de V.N. (1947)

Brits mandaatgebied Palestina 1922-1948, met de grenzen van de wapenstilstand van 1949 aangegeven.

Palestina is – in de oudste, breedste, niet-politieke zin – de landstreek in het oude Kanaän in de Levant die tegenwoordig Israël en de Palestijnse Gebieden omvat, benevens delen van Jordanië, Syrië en Libanon. Zo opgevat lopen de grenzen van Palestina van de Libanese kustplaats Sidon oostwaarts tot aan Damascus, naar het zuiden tot aan de Golf van Akaba, en dan in noordwestelijke richting naar Rafah aan de Middellandse Zee.
Na het uiteenvallen van het Ottomaanse rijk na de Eerste Wereldoorlog kregen Frankrijk en het Verenigd Koninkrijk (Groot-Brittanië) het mandaat over dit gebied. Nadat het Verenigd Koninkrijk in 1923 haar deel van het mandaatgebied Palestina bestuurlijk had gesplitst kreeg Transjordanië binnen het Britse mandaat beperkt zelfbestuur en werd de naam Palestina gebruikt voor het gebied ten westen van de Jordaan tussen Libanon in het noorden en de Sinaïwoestijn in het zuiden; een deel van de zuidelijke Levant. Bij het einde van het Britse mandaat in 1948 brak een oorlog uit toen Joodse leiders de staat Israël in Palestina uitriepen. Bij de wapenstilstand van 1949 was Palestina verdeeld tussen de nieuw gestichte staat Israël, Transjordanië en Egypte. In 1994 kwam er beperkt Palestijns zelfbestuur in de Gazastrook en op de Westelijke Jordaanoever zoals vastgelegd in de Oslo-akkoorden (1993-1995) onder de Palestijnse Autoriteit.

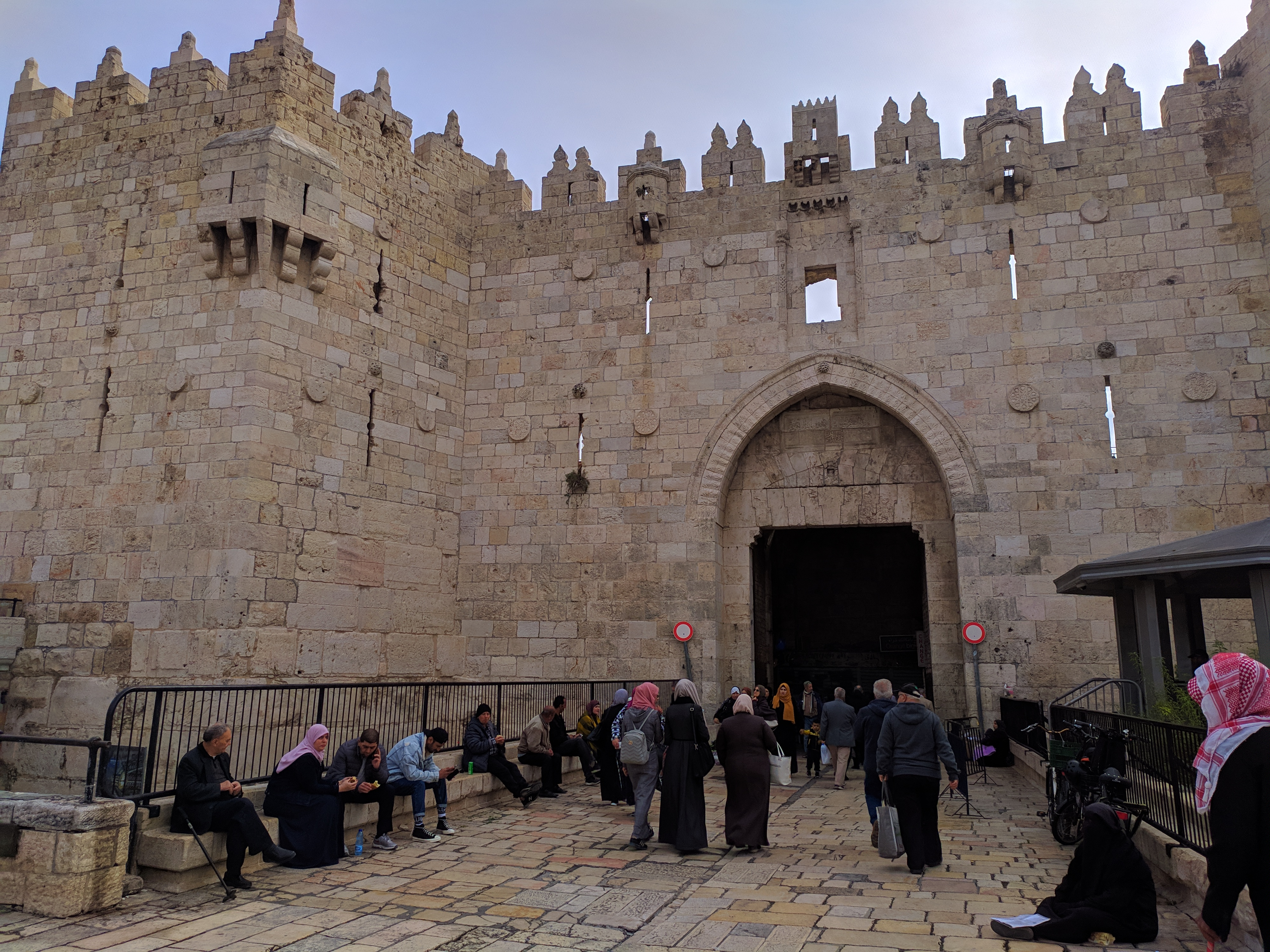
Damascus-poort, Jeruzalem

## Namen
De naam Palestina verwijst naar de Filistijnen, een volk dat zich hier aan het eind van de bronstijd vestigde. Hun cultuur is verloren gegaan. Een oudere benaming voor dit gebied is Kanaän, de inwoners ervan waren Kanaänieten. Het jodendom duidde het gebied aan met 'Beloofde Land', gebaseerd op de Hebreeuwse Bijbel, en sinds het bestaan van de staat Israël wordt ook op grond daarvan de term Land van Israël (Hebreeuws ארץ־ישראל, Erets Jisrael) door groepen binnen het jodendom gebezigd. Door de Kruisvaarders werd Palestina het 'Het Heilige Land' genoemd. (Latijn: Terra Sancta).

## Beknopte geschiedenis
In de loop van de lange geschiedenis werd de regio Palestina bewoond door verschillende volkeren, elk met hun eigen taal, cultuur en religie. De oorspronkelijke bewoners (onder meer de Filistijnen rond de 13e eeuw voor Christus) werden na de opkomst van de omringende grootmachten van het Midden-Oosten zoals Egypte, Assyrië, Perzië, later Grieken, Romeinen, Byzantijnen en na hen het Islamitisch Kalifaat overheerst. Volgens de joodse traditie, gebaseerd op de Hebreeuwse Bijbel was het gebied onder Joden met enkele onderbrekingen gedurende een aantal eeuwen soeverein (rond het jaar 500 v.Chr.) en was er voor het eerst een centrale stad, Jeruzalem. In de tijd van de kruistochten was Jeruzalem de hoofdstad van de Kruisvaardersstaat koninkrijk Jeruzalem.
De naam Palestina is in de geschiedenis op verschillende manieren geduid, gerelateerd aan de heersende machten in de regio.
- De oude Grieken duidden met de naam Palestina de kuststreek aan waar de Filistijnen woonden. De Filistijnen kwamen in de late bronstijd vanuit het gebied rond de Egeïsche Zee.[4] Hun cultuur is verloren gegaan.[bron?] In verhalen in de Hebreeuwse Bijbel/Thora (zoals dat van David tegen Goliath) worden zij door de Israëlieten die dit gebied kwamen veroveren voorgesteld als vijanden.
- Tijdens het Romeinse Rijk werd het gebied deel van de Romeinse provincie Syria-Palaestina. Na een reeks opstanden in het gebied, met onder andere de Joodse Oorlog en de Bar Kochba-opstand, wilde keizer Hadrianus de sporen van het Joodse volk uitwissen door het gebied te hernoemen van Judea naar Syria-Palaestina. Hij hernoemde de Romeinse provincie naar de Bijbelse vijand van het Joodse volk, de Filistijnen. Hadrianus bouwde, na de opstand in 136 na Chr. een nieuwe stad, genaamd Aelia Capitolina op de plek van het verwoeste Jeruzalem.
- Rond 640 na Chr. werd Palestina en omgeving veroverd door de islamitische Arabieren. Vervolgens heersten nog andere Arabische rijken over het gebied. Tijdens de kruistochten werden delen ervan tijdelijk beheerst door christelijke West-Europeanen, door de Arabieren aangeduid als 'de Franken'.
- Het gebied werd in 1516 veroverd door de Turken en maakte vanaf dat moment deel uit van het Ottomaanse Rijk.
- In 1917, tijdens de Eerste Wereldoorlog, veroverde Engeland, gesteund door Arabische bondgenoten, Palestina op de Turken.[5] Kennelijk om nieuwe schade aan de stad Jeruzalem te voorkomen gaf de Turkse burgemeester op 9 december, nog vóór het tot beschietingen was gekomen, de stad over aan de oprukkende generaal Allenby.[6]
- In de Eerste Wereldoorlog werd het Ottomaanse Rijk verslagen. In 1920 werd door de Conferentie van San Remo dit rijk in mandaatgebieden verdeeld. De Syrische provincie van het voormalige Ottomaanse Rijk werd daarbij -onder protest van de Arabieren- in twee delen opgesplitst: het noordelijke segment (bestaande uit het huidige Syrië en Libanon) verviel aan Frankrijk (zie Frans Mandaat Syrië en Frans Mandaat Libanon), het zuidelijk deel (bestaande uit het huidige Jordanië, Israël en de Palestijnse gebieden) werd een Brits mandaatgebied onder de naam Palestina (zie Mandaatgebied Palestina). Op grond van de Balfourverklaring kreeg het Britse Verenigd Koninkrijk van de Volkenbond de opdracht in het mandaatgebied Palestina een 'Nationaal tehuis voor het Joodse volk' ("A national home for the Jewish people") te doen ontstaan, met de toevoeging dat hierbij geen enkele inbreuk mocht worden gemaakt op de rechten van de niet-Joodse gemeenschappen in Palestina.[7]
- Het Volkenbond-mandaat over Palestina omvatte aanvankelijk ook een groot gebied ten oosten van de Jordaan. Door de Britten werd dit gebied apart bestuurd. In september 1922 presenteerde Groot-Brittannië een memorandum aan de Volkenbond waarin werd voorgesteld het gebied ten oosten van de Jordaan uit te sluiten van Joodse immigratie. Op 23 september 1922 stemde de Volkenbond daarmee in. Op 25 mei 1923 werd het mandaatgebied door Groot-Brittannië bestuurlijk gesplitst en werd Abdoellah I benoemd tot emir van Transjordanië (het latere Jordanië). Vanaf dat moment gold de naam Palestina voor het resterende grondgebied westelijk van de Jordaan.
- In november 1947 besloot de Algemene Vergadering van de Verenigde Naties in Resolutie 181 tegemoet te komen aan het streven van de zionistische beweging door hen een groot deel (56,4%) van het mandaatgebied Palestina toe te delen voor een Joodse staat. Volgens dit Verdelingsplan moesten binnen de grenzen van Palestina een Joodse staat en een Arabische staat worden gevestigd, met Jeruzalem als 'Corpus Separatum' onder internationaal bestuur. Deze resolutie werd aangenomen tegen heftig verzet in van de Arabische leiders, die dit als grof onrecht beschouwden. Na het aannemen van de resolutie braken gevechten uit, die bij het uitroepen van de staat Israël op 15 mei 1948 uitmondden in de Arabisch-Israëlische Oorlog van 1948. Het als Arabische staat aangemerkte deel van het mandaatgebied van Palestina werd gedeeltelijk door Israël, gedeeltelijk door Transjordanië en gedeeltelijk door Egypte veroverd. Israël en Transjordanië annexeerden het veroverde gebied, Egypte deed dit niet. De zogeheten Groene Lijn werd de uiteindelijke wapenstilstandsgrens tussen deze landen en Israël.
- Tijdens de Zesdaagse Oorlog van 1967 bezette Israël deze Palestijnse gebieden: de Westelijke Jordaanoever en de Gazastrook. Het reeds sinds 1948 bestaande conflict over de grenzen van Israël verergerde hierdoor.
- Veel Arabische Palestijnen die -verdreven en gevlucht zijn tijdens de oorlogen van 1948 en 1967- blijven vasthouden aan Palestina als hun vaderland. Door het verbod door Israël op terugkeer is het merendeel van de vroegere Arabische bewoners stateloze vluchteling geworden.
- In 1988 riep de PLO ("Palestine Liberation Organization", Organisatie ter Bevrijding van Palestina) een onafhankelijke Palestijnse staat uit nadat Egypte en Jordanië hun aanspraken op respectievelijk de Gazastrook en de Westelijke Jordaanoever hadden opgegeven. Hoewel de regering ervan in ballingschap was gevestigd in Algiers kreeg deze 'staat' na de Oslo-akkoorden van 1993 al snel erkenning door verschillende landen, waaronder veel Afrikaanse en Aziatische landen, de Sovjet-Unie en een paar westerse landen.
- Op grond van de Oslo-akkoorden, waarin een onafhankelijke Palestijnse staat in het vooruitzicht was gesteld, kreeg een deel van deze gebieden, de A- en B-gebieden op de Westelijke Jordaanoever, beperkt zelfbestuur onder de in 1994 opgerichte Palestijnse Autoriteit. Israël bleef de C-gebieden onder zijn bestuur houden, en handhaafde de militaire bezetting.
- In 2002 begon Israël met de planning en constructie van de Israëlische Westoeverbarrière en een muur rond de Gazastrook. Israël had in deze periode te maken met terroristische aanslagen waarbij tussen 2000 en 2005 bijna 1000 Israëlische burgers werden gedood. De bouw van de barrière bracht het aantal aanslagen met 90% terug.[8] Het feit dat de Westoeverbarrière niet de Groene Lijn volgde, maar in bezet gebied werd gebouwd werd in 2005 door het Hof van Justitie van de Verenigde Naties veroordeeld; het was in strijd met internationale humanitaire wetten. De bouw moest worden gestopt en ontmanteld.[9]
- Bij de Palestijnse parlementsverkiezingen op 25 juni 2006 won Hamas. Toen Israël twee Palestijnen gevangen had genomen, nam Hamas een Israëlische soldaat gevangen. Daarop viel Israël op 28 juni 2006 met de militaire Operatie Zomerregens de Gazastrook binnen en arresteerde onder meer 64 parlementsleden die lid waren van Hamas. Sindsdien bestoken Hamasstrijders en Israëlische militairen elkaar. In 2007 brak een burgeroorlog uit tussen Fatah en Hamas die ertoe leidde dat Hamas de macht overnam in de Gazastrook en Fatah aan de macht bleef op de Westelijke Jordaanoever.
- In 2007 stelden Egypte en Israël een algehele blokkade in voor de Gazastrook.[10] De in de Oslo-akkoorden overeengekomen 20-mijls-visserszone voor de kust van Gaza, werd door Israël echter gaandeweg ingeperkt tot 3 mijl.

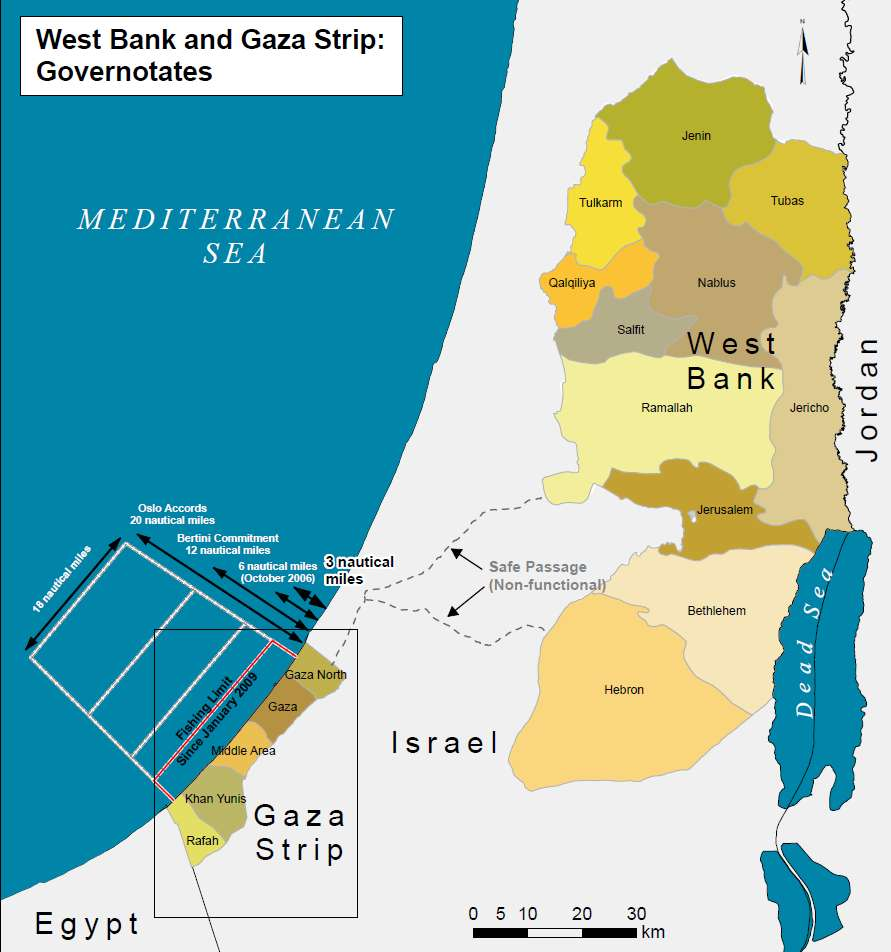
Gouvernementen van Palestina op de Westelijke Jordaanoever en de Strook van Gaza met aanduiding van de beperking van de toegelaten viszone, juni 2009. (Kaart van United Nations oPt)

- Na het Conflict in de Gazastrook 2008-2009 deed de VN Veiligheidsraad op 11 mei 2009 een hernieuwde oproep voor de oprichting van een Palestijnse staat.[11] Deze oproep was in lijn met de wens van de Amerikaanse regering.[12]
- Op 12 april 2011 brachten de Verenigde Naties een rapport uit waarin werd geconcludeerd dat Palestina klaar was om zelfstandig te functioneren, waarmee de weg open lag voor erkenning als een onafhankelijke staat.[13] Op 29 november 2012 werd door de Verenigde Naties aan Palestina de status van waarnemend niet-lidstaat toegekend.

Palestijnse staten
| Vlag | Naam                    | Hoofdstad | Begin | Einde | Huidige gebieden                  | Opmerking                    |
| ---- | ----------------------- | --------- | ----- | ----- | --------------------------------- | ---------------------------- |
|      | Mandaatgebied Palestina | Jeruzalem | 1920  | 1948  | Israël en de Palestijnse gebieden | Brits mandaatgebied          |
|      | Palestijnse regering    | Gaza      | 1948  | 1959  | Gazastrook                        | Autonoom gebied onder Egypte |
|      | Palestijnse Autoriteit  | Jeruzalem | 1994  | 2013  | Palestijnse gebieden              |                              |
|      | Staat Palestina         | Jeruzalem | 2013  | Heden | Palestijnse gebieden              |                              |

## Oudheid en middeleeuwen
Bevolking:
Op grond van volkstellingen die in de oudheid gehouden zijn en de archeologische vondsten van oude nederzettingen wordt ervan uitgegaan dat de bevolkingsomvang van de Palestijnse regio in de oudheid niet boven het miljoen is uitgekomen. Een piek in de bevolkingsomvang werd op het einde van de Byzantijnse periode rond 600 n.Chr. bereikt. Van het tijdvak tussen de Byzantijnse en Ottomaanse periodes zijn geen goede bevolkingsstatistieken voorhanden.

## Ottomaanse Rijk

### Bevolking
Ottomaanse bronnen uit 1550 melden dat er in dit gebied ongeveer 300.000 mensen woonden, waarvan 20-25% in de zes grootste plaatsen Jeruzalem, Gaza, Safed, Nablus, Ramla en Hebron.
In 1850 had Palestina ongeveer 350.000 inwoners, waarvan 30% in de dertien grootste plaatsen woonde. In die tijd was ongeveer 85% van de bevolking moslim, 11% christen en 4% joods. Aan het eind van de Ottomaanse periode groeide de bevolking sterk. In 1914 telde Palestina 657.000 moslims, 81.000 christenen en 59.000 joden.

## Brits mandaat
In 1914 begon de Eerste Wereldoorlog. Na afloop daarvan werd in 1920 het Aziatische deel verdeeld en werd Palestina als mandaat aan het Verenigd Koninkrijk gegeven. Door de komst van Joodse zionisten werd in 1922 het deel ten oosten van de Jordaan bestuurlijk afgesplitst als Transjordanië en werd de naam Palestina gebruikt voor het gebied ten westen van de Jordaan. Het Britse Volkenbondmandaat over Palestina werd voor het gebied ten oosten van de Jordaan beëindigd met de onafhankelijkheid van Transjordanië op 22 maart 1946. Het Volkenbondmandaat werd voor het gebied ten westen van de Jordaan opgevolgd door een VN-mandaat voortvloeiend uit resolutie 181 van de Algemene Vergadering.
Na de Tweede Wereldoorlog liepen de spanningen tussen de Arabische en Joodse bevolkingsgroepen hoog op. Hierdoor en vanwege de vele moordaanslagen op internationale functionarissen besloten de Britten hun bestuur op 15 mei 1948 te beëindigen. Voor de toekomst van het Mandaatgebied hadden de Verenigde Naties op 27 november 1947 een 'Verdelingsplan' aangenomen, Resolutie 181, waarin het mandaatgebied Palestina verdeeld zou worden in een deel voor de Arabieren, een deel voor de Joden en de stad Jeruzalem onder VN-bestuur.
De Joodse leiders waren hiermee akkoord gegaan, maar de Arabische leiders weigerden dit te accepteren omdat zij vonden dat de Joden in verhouding te veel grondgebied hadden toegewezen gekregen. Bovendien waren ze van mening dat Joden en Arabieren in één land moesten kunnen samenleven. Toen de Joodse leiders onder leiding van David Ben-Gurion in de nacht van 14 op 15 mei 1948 kort vóór het aflopen van het Britse mandaat een onafhankelijke staat Israël uitriepen, vielen troepen uit de omringende Arabische landen Palestina binnen, waarop de Arabisch-Israëlische Oorlog van 1948 een feit werd. De staat Israël werd kort na haar oprichting erkend door de Sovjet-Unie en haar satellietstaten alsook door Zuid-Afrika en Ierland. Als gevolg van de Arabisch-Israëlische oorlog werden meer dan 700.000 Palestijnen verdreven of moesten vluchten en er vonden verwoestingen en massaslachtingen plaats. De meesten vluchtten naar de naburige landen, waar ze in vluchtelingenkampen van de UNRWA werden opgevangen in afwachting van hun terugkeer. De nieuwe staat Israël veroverde in deze oorlog ruim driekwart van het grondgebied van het voormalige Mandaatgebied Palestina waaronder West-Jeruzalem. In de wapenstilstand van 1949 werd de Groene Lijn (grens) overeengekomen, zowel tussen Israël en de door Egypte veroverde Gazastrook als tussen Israël en de Westelijke Jordaanoever met Oost-Jeruzalem die door Transjordanië veroverd was. In 1950 werden de Westelijke Jordaanoever en Oost-Jeruzalem door Transjordanië geannexeerd.

## Ontwikkelingen vanaf 1948
Op 11 mei 1949 verleende de Algemene Vergadering van de Verenigde Naties met Resolutie 273 het lidmaatschap van de VN aan Israël. Israël werd door een groot aantal niet-moslimlanden tussen 1948 en 1950 erkend. Turkije erkende Israël in maart 1949. Na de stichting van de staat Israël zijn er onophoudelijk conflicten geweest met de buurlanden, die Israël niet erkenden en die geen formeel vredesverdrag wilden sluiten. Israël had in 1948 een groot deel van Palestina veroverd, waaronder West-Jeruzalem. Israël weigerde de Palestijnse vluchtelingen te laten terugkeren naar hun woonplaatsen en bezittingen, maar nam onder meer in 1950 een wet aan, de Wet op de Terugkeer, waarmee Joden van overal in de wereld het recht kregen zich in Israël te vestigen.
In juni 1967 was er de Zesdaagse Oorlog tussen Israël en diens Arabische buurlanden. Over de oorzaken en het verloop van deze korte oorlog bestaan meerdere lezingen. Israël bezette met deze oorlog de Palestijnse gebieden (Gazastrook en Westelijke Jordaanoever), de Hoogten van Golan, en de Sinaï. Uit het Palestijnse gebied moesten nog eens 200.000 mensen vluchten.
Op Grote Verzoendag (Jom Kipoer) in oktober 1973, een van de belangrijkste godsdienstige dagen in de joodse kalender, openden Egypte en Syrië een verrassingsaanval op Israël om hun door Israël veroverde gebieden te heroveren. Israël wist de status quo grotendeels te behouden.
Door bemiddeling van de Verenigde Staten kwamen in 1978 onder leiding van president Jimmy Carter de Camp Davidakkoorden tot stand. Een vredesverdrag tussen Egypte en Israël volgde, waarna Israël zich uit de Sinaï terugtrok. Op 26 maart 1979 werd de vrede getekend en was Egypte het eerste Arabische land dat Israël erkende. De vrede met Egypte had de uitstoting van het Arabische land uit de Arabische Liga tot gevolg en leidde indirect tot de moordaanslag op Sadat.
Met Jordanië werd op 26 oktober 1994 een vredesverdrag gesloten, waarbij Israël door Jordanië werd erkend.
In 1982 brak een oorlog uit in Libanon tussen Israël en verschillende christelijke Libanese milities enerzijds en de PLO en Syrië anderzijds. Israël viel op 6 juni 1982 Libanon binnen met het doel de PLO zoveel mogelijk uit dat land te verdrijven. Nadat de PLO ingesloten geraakt was in Beiroet, trok zij zich vanaf augustus 1982 uit Libanon terug. In 1985 trok het Israëlische leger zich terug naar het zuiden van het land. In 2000 zou Israël het laatste Libanese grondgebied ontruimen.
Op grond van de Oslo-akkoorden werd in 1994 de Palestijnse Autoriteit opgericht in de Palestijnse gebieden, de Westelijke Jordaanoever en de Gazastrook. Toen de Verenigde Naties op 29 november 2012 Palestina de status van 'waarnemerstaat niet-lid' gaven, veranderde de Palestijnse Autoriteit begin januari 2013 haar naam in Staat Palestina. De inwoners van deze staat zijn dientengevolge Palestijnen.

### Palestijnen - Joden
Toen het Britse mandaat over Palestina begon was de bevolking van het gebied heterogeen en divers: naast Arabieren en Joden woonden er Bedoeïenen, Turken, Armeniërs, Bosniërs en Europese christenen. Palestina had geen identiteit in de zin van een natiestaat: na de Eerste Wereldoorlog waren er door de Europese machthebbers grenzen getrokken die de oude Ottomaanse grenzen niet geheel volgden. In de Balfour-verklaring van november 1917 was de zionisten een 'nationaal Joods tehuis' in Palestina beloofd, waarna een grote Joodse immigratiestroom op gang kwam. Alle inwoners van Palestina golden als Palestijnen, zowel de Arabische als de Joodse inwoners. Na de onafhankelijkheidsverklaring van Israël die uitmondde in de Arabisch-Israëlische Oorlog van 1948 werden alleen nog de niet-Joodse inwoners aangeduid als Palestijnen. Verdreven Palestijnen zien zichzelf nog steeds als de oorspronkelijke bewoners van het oude Palestina die er eeuwenlang verspreid hebben gewoond, met verschillende godsdiensten.
In 1948 was de bevolking gegroeid tot 1.900.000, waarvan 68% Palestijnse Arabieren en 32% Joden.

#### Bevolking
In mei 2006 had de staat Israël 7 miljoen inwoners: 77% Joden (inclusief een half miljoen Joden in de Israëlische nederzettingen op de Palestijnse Westelijke Jordaanoever) en 18,5% Arabieren/Palestijnen.
In 2007 woonden op de Westelijke Jordaanoever 2,4 miljoen Palestijnen en in de Gazastrook 1,4 miljoen, waarvan een groot deel in de vluchtelingenkampen van 1948.

## Religieuze betekenis van Palestina
In het politieke debat roept de naam Palestina vaak heftige emoties op. Het gebied is voor zowel het jodendom als het christendom als voor de islam van grote religieuze betekenis.
Voor het jodendom is deze landstreek, ontleend aan de Tenach, het 'Beloofde land' of het 'Land van Israël' (in het Hebreeuws ארץ־ישראל, Erets Jisrael). Volgens de Hebreeuwse Bijbel, in het boek Genesis, zou het land Kanaän door God (in het Hebreeuws: JHWH) aan Abraham en zijn nakomelingen beloofd zijn. Na de uittocht uit Egypte en de tocht door de Sinaïwoestijn bereiken de Israëlieten het beloofde land en veroveren dat onder leiding van Jozua. Volgens het joodse geloof werd hiermee de belofte van God aan Abraham vervuld. Het spirituele centrum voor de joden werd de Joodse tempel in Jeruzalem die in 70 n.Chr. door de Romeinen verwoest werd. De westmuur van de tempel is sindsdien bekend als de Klaagmuur waar door joden gebeden wordt.
Voor christenen refereert de naam Palestina aan het land, waar Jezus geboren werd, rondwandelde en zijn blijde boodschap predikte. De Hebreeuwse Bijbel maakt als Oude Testament deel uit van het christendom waardoor de term 'Beloofde land' ook in het christendom bekend is. De geboorteplaats van Jezus, Bethlehem, zijn woonplaats Nazareth en Jeruzalem, de plaats waar hij gekruisigd werd, trekken al eeuwenlang pelgrims uit de hele wereld.
Moslims geloven dat God (in het Arabisch: Allah) de Israëlieten in de tijd van Mozes verstoten heeft uit het grondgebied, omdat ze God niet eerbiedigden. De kalief Omar veroverde Palestina in 638. Voor de islam is Jeruzalem, waar de profeet Mohammed zijn Nachtreis zou hebben gemaakt, een heilige plaats. In 660 werd op die plek de Al-Aqsamoskee gebouwd.
In Palestina liggen diverse plaatsen die door gelovigen in verband worden gebracht met personen die zowel in de Hebreeuwse Bijbel als in de Koran voorkomen. Een belangrijk heiligdom voor joden en moslims is de Grot van de Patriarchen in Hebron waar volgens de joodse overlevering Adam en Eva, Abraham en Sara, Isaac en Rebekka en Jacob en Lea begraven zijn. Deze plaats waarop de Ibrahimi moskee staat wordt in het Arabisch het 'heiligdom van Ibrahim' genoemd.

## Palestijns-Israëlische verhoudingen

### Joodse standpunten
Religieuze joden verwijzen naar passages in de Thora (de wet van Mozes) op grond waarvan zij ook de Palestijnse Gebieden claimen als het hun beloofde land. Zo zouden het voormalige koninkrijk Juda en de residentiestad Samaria van het oude koninkrijk Israël in de Palestijnse gebieden liggen, die zij daarom claimen als het Israëlische district Judea en Samaria (de Westelijke Jordaanoever). Daarin worden zij gesteund door niet-religieuze Israëli's die vanuit een nationalistische invalshoek of vanwege veiligheidsredenen deze gebieden niet zouden willen overdragen.
Oud-opperrabbijn Ovadia Yosef refereerde aan het beginsel van Piekoeach Nefesj, dat stelt dat het redden van een menselijk leven de hoogste plicht van een jood is. Het beginsel gaat ervan uit dat, indien er mensenlevens gered kunnen worden door het opgeven van gebied, dit religieus gezien niet geweigerd mag worden. Onder andere op grond van deze overwegingen evacueerde Israël in 2005 alle circa achtduizend Joden uit de Gazastrook en sloopte voor een gedeelte de nederzettingen, zodat zij niet als uitvalsbasis voor terreurdaden gebruikt kunnen worden.
Een kleine groep charedische joden in Jeruzalem met de naam Neturei Karta (Aramees voor "Beschermers van de stad"), die leven volgens de authentieke leer van het jodendom, weigeren het bestaan van de Staat Israël te erkennen. Volgens hen verbiedt de Thora een zelfstandige Joodse staat. Deze groep van rond de 100 actieve aanhangers strijdt openlijk tegen het zionisme dat volgens hen in strijd is met het ware joodse geloof.
Veel Joden in Israël en daarbuiten zouden eventueel grondgebied van Palestina willen opgeven om vrede met de Arabieren te bereiken.
Hun opponenten daarentegen voeren aan, dat de Palestijnse Gebieden strikt genomen niet van Palestina zijn, maar sinds de Zesdaagse Oorlog tot Israël behoren. Zij verwijzen onder meer naar de ontruiming van de Gazastrook en naar de teruggave aan Egypte van Sinaï, een gebied vijf keer zo groot als Israël zelf, in het kader van het vredesverdrag (Camp-David-akkoorden). De vrede met Egypte zou volgens hen de verhoudingen niet of nauwelijks hebben verbeterd, evenals die met andere Arabische landen. Onder die omstandigheden, beweren zij, zou het niet meer dan realistisch zijn dat Israël voorlopig vasthoudt aan de Westelijke Jordaanoever en dat gebied zelfs nooit helemaal zal moeten ontruimen.

### Palestijnse en Arabische standpunten
Sinds de jaren 60 heeft het Handvest van de PLO in belangrijke mate gefungeerd als het Palestijnse standpunt over de situatie in Palestina. De versie van 1968 kent onder meer de volgende passages:
- Palestina, met de grenzen die het had tijdens het Britse Mandaat, is een ondeelbare territoriale eenheid. (artikel 2)
- De Palestijnen zijn de leden van de Arabische natie die voor 1947 inwoners waren van Palestina, willekeurig of zij ervan verdreven werden of er zijn gebleven. Iedereen die na die datum van een Palestijnse vader geboren is, binnen of buiten Palestina, is ook een Palestijn. (artikel 5)
- De joden die inwoners waren van Palestina tot aan het begin van de zionistische invasie worden beschouwd als Palestijnen. (artikel 6)
- De bevrijding van Palestina, gezien vanuit Arabisch perspectief, is een nationale plicht en is gericht op het verdrijven van de zionistische en imperialistische agressie tegen het Arabische geboorteland, en heeft tot doel het zionisme in Palestina te elimineren. (artikel 15)

In september 1993 tekenden Mahmoud Abbas voor de PLO en Shimon Peres voor de regering van Israël de Oslo-akkoorden. Hierin is onder meer overeengekomen dat beide partijen elkaar erkennen als de wettelijke vertegenwoordigingen en dat de PLO het bestaansrecht van de staat Israël erkent. In 1996 is tussen PLO-leider Yasser Arafat en de Amerikaanse president Bill Clinton overeengekomen dat een aantal passages uit het PLO-handvest zou worden geschrapt. Een nieuwe versie van het Handvest is echter nooit gepubliceerd.
Hamas erkent de staat Israël niet. Hamas streeft naar de vestiging van een islamitische staat in Palestina die ook het huidige grondgebied van Israël omvat.

## Geografie

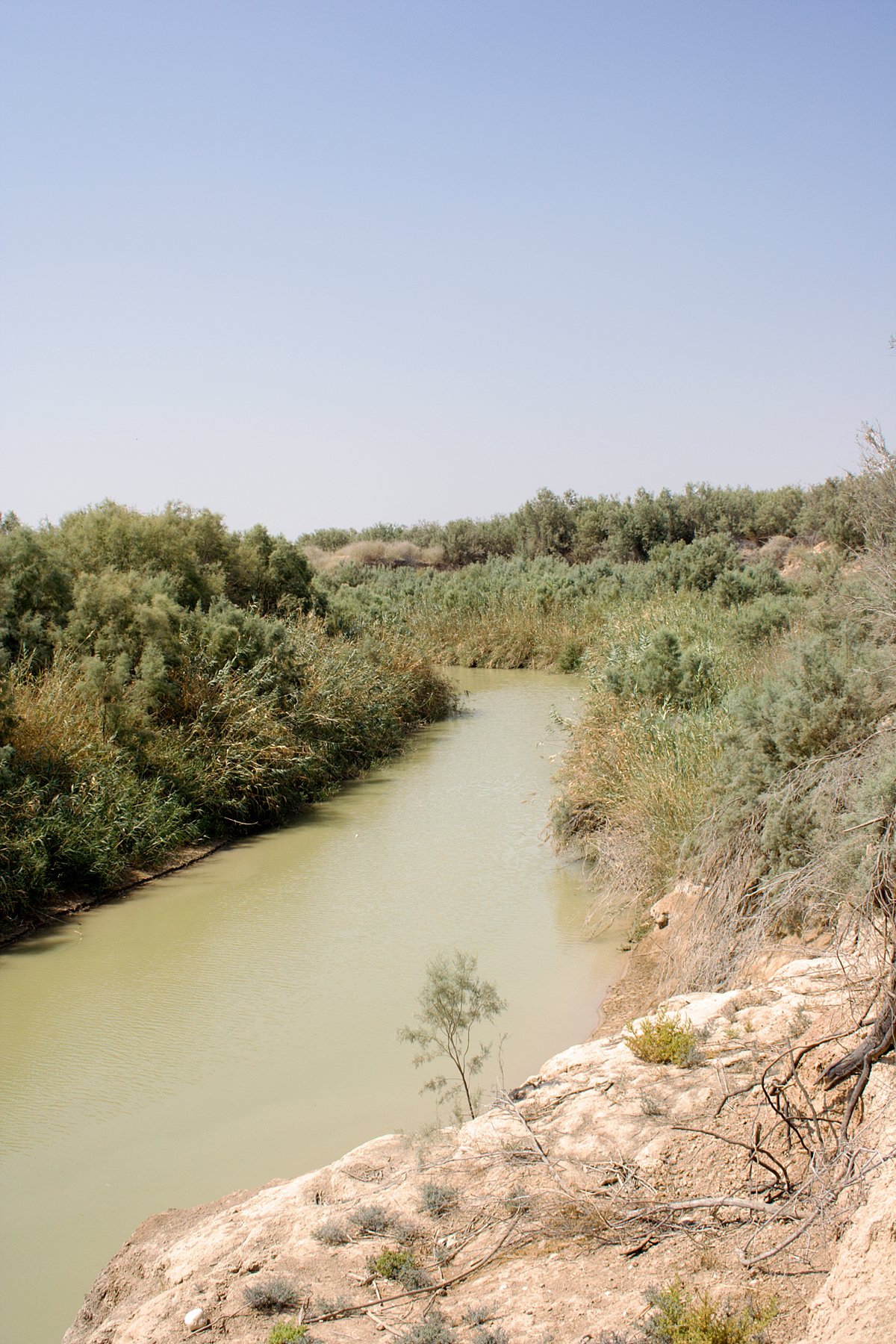
De Jordaan met de typische plantengroei

Geologisch gezien is Palestina het noordelijke uiteinde van de Grote Afrikaanse Slenk die zich uitstrekt van Syrië tot Mozambique. De begrenzing van de Afrikaanse Plaat en de Arabische Plaat verloopt langs de Golf van Akaba, de Dode Zee en de rivier de Jordaan. Geografisch worden de volgende gebieden onderscheiden:
- De kustvlakte
Direct aan de Middellandse Zee bevindt zich een zandige zone met wandelende duinen en moerasgebieden. Meer naar het oosten is de kustvlakte zeer vruchtbaar met een zeer donkere bodem. Het klimaat is mediterraan en de zeewind neemt voldoende vocht mee. De waterlopen in het gebied voeren in het noorden het hele jaar water, in het zuiden echter alleen in de regentijd.
- Het bergland
Ten westen van de Jordaan lopen de neerslaghoeveelheden van noord naar zuid sterk terug omdat de hoge bergen in Judea de wolken blokkeren die van de Middellandse Zee komen. Galilea is daarom het meest vruchtbare deel van het bergland. Aan het begin van de jaartelling was het noordelijk bergland nog met bossen bedekt en in het midden vond al terraslandbouw plaats. In het zuiden gaat het bergland over in de Negevwoestijn.
- De Jordaanvallei
Ook hier is het noordelijke deel het meest vruchtbaar. Ten noorden van het Meer van Tiberias bevonden zich aan het begin van de jaartelling grote moeras- en bosgebieden. Meer naar het zuiden is de neerslag onvoldoende voor een dergelijke vegetatie. Omdat het zoutgehalte van de Jordaan naar het zuiden toe toeneemt groeien in de zuidelijke Jordaanvallei ook zoutminnende bomen zoals de Eufraatpopulier en tamarisken. Deze komen ook langs de zijrivieren voor. Aan de Dode Zee groeien alleen maar zoutminnende planten. Deze planten leven van het grondwater en de neerslag. In het water van de Dode Zee is geen plantengroei mogelijk.
- De hoogvlakte
Ten oosten van de Jordaan gaat het klimaat over in een droog klimaat. De rivieren die in de Jordaan uitmonden drogen in de zomer grotendeels uit. De hoogvlakte wordt gevormd door zandsteen, die door erosie geleid heeft tot de vorming van zandwoestijnen. Aan de Jordaan en de Dode Zee komen oases voor.